# Подводные лодки типа I-15
Подводные лодки типа I-15 (авиаразведчики проекта S37/B/C (серии I-15, I-40, I-54)) — серия океанских дизель-электрических подводных лодок ВМС Императорской Японии 1930-40-х гг. Постройка подводных крейсеров проекта S37 (силы категории № 2, авиаразведчики) велась по Планам военного кораблестроения №З-4 1936-39 гг., военных проектов S37B/C — по По Срочному и Дополнительному планам 1941 г. В 1938-44 гг. построено 36 корпусов трех проектов, что сделало подводные авиаразведчики самой многочисленной серией подводных сил Императорской Японии. Бюджетная стоимость довоенного корпуса определялась в 14,2 млн иен, военных корпусов в 17-20 млн иен (фактическая больше). Корабли строились военными заводами округов ВМС Йокосука (9 корпусов), Курэ и Сасэбо (по 7 корпусов), а также гражданскими судостроительными Мицубиси-Кобэ (5 корпусов) и Кавасаки-Кобэ (1 корпус). Все корпуса уничтожены в 1942—45 гг., за исключением К-36 проекта S37 и К-58 проекта S37C.

## История

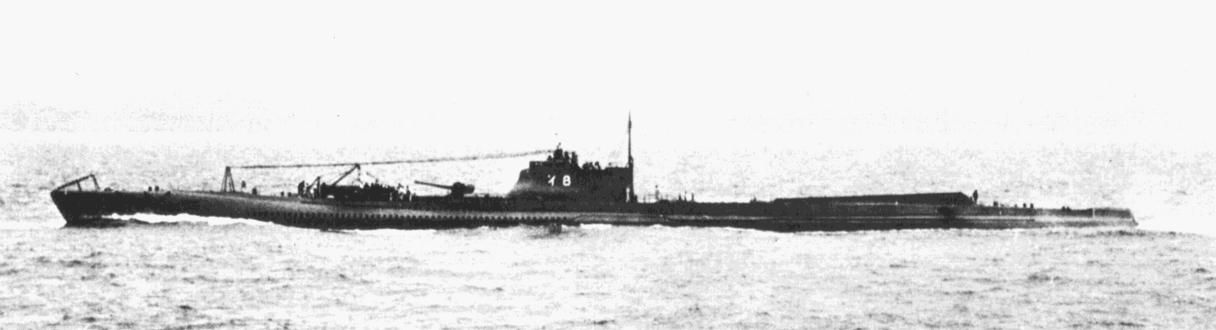
Крейсерская подводная лодка К-8 III серии (1934 г.), основа проекта S37

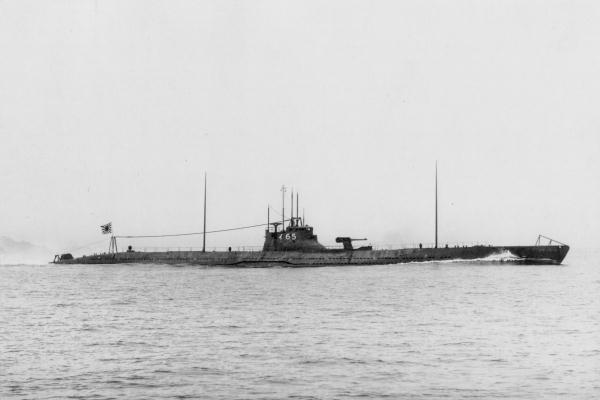
Большая подводная лодка К-65 V серии (1932 г.)

После окончания Первой мировой войны и вступления в силу Международного договора об ограничении ВМС 1922 г., ВМС Императорской Японии вынужденно обратили внимание на подводные силы, в связи с полученным кратным превосходством ВМС США и Великобритании (соотношение 5:5:3 для линейных сил ВМС трех стран в 1920 гг. и также для крейсерских, легких и подводных сил по Международному договору об ограничении ВМС 1930 г.). В вопросе применения подводных сил ВМС Императорской Японии основное внимание уделили вопросу взаимодействия с надводными силами в ходе генерального надводного артиллерийского сражения (а не вопросу борьбы с судоходством).
Основными задачами нового поколения подводных лодок 1930 гг. стало патрулирование в юго-западных районах Тихого океана и ведение разведки основных баз Тихоокеанского Флота ВМС США на арх. Гавайи (п. Перл-Харбор) и на Западном побережье США, а также позиционные встречные боевые действия против сил противника, пересекающих океанские районы для генерального сражения с главными силами ВМС (Соединенным Флотом). Для выполнения таких тактических задач подводным силам Императорской Японии требовались подводные корабли с большой океанской дальностью и высокими показателями надводного хода (не ниже крейсерского хода надводных сил ВМС США).
В 1920 гг. ВМС Императорской Японии разработали два типа ПЛ I ранга, способных взаимодействовать с главными силами до и в ходе планируемого генерального сражения. Первым типом подводных сил I ранга 1920 гг. стали т. н. крейсерские ПЛ (КПЛ)  (яп.  Дзюнъёгата сэнсуйкан, Дзюнсэн) с большой океанской автономностью, в основном разработанные на основе трофейных подводных крейсеров ВМС кайзеровской Германии (водоизмещение с половинными запасами до 2 тыс. т, максимальный надводный ход 18-20 уз., океанская дальность до 24 тыс. миль ходом 10 уз.). Вторым, разработанным в 1920 гг. типом подводных сил I ранга стали т. н. большие ПЛ (БПЛ)  (яп.  Кайгун оогата сэнсуйкан, Кайдай) , чьей задачей считалось уничтожение (сокращение численности) пересекающих океан надводных сил противника. БПЛ имели основной характеристикой высокий надводный ход для быстрого маневрирования в океане и возможности догонять силы противника для серии последовательных торпедных атак (водоизмещение до 1,5 тыс. т, максимальный надводный ход 23-24 уз., океанская дальность до 14 тыс. миль ходом 10 уз.)
После запуска в серию обоих типов ПЛ их развитием в 1930 гг. стал проект единой подводной лодки I ранга, которая бы соединила в одном корабле высокий надводный ход и океанскую автономность. Серьезным усилением возможностей подводных сил в разведке и слежении за надводными силами противника стало применение гидросамолетов подводного базирования (СПЛ), которые предполагались к базированию на подводных крейсерах нового типа (авиаразведчиках проекта S37).
В связи с разницей в задачах и тактике применения, данные новые (условно крейсерские, но на самом деле многоцелевые) лодки были разделены на категории подводных сил с отдельными номерами проектов:
- подводные флагманы проекта S35 (т. н. КПЛ I типа  (яп.  Когата)) — 6 корпусов
- подводные авиаразведчики проекта S37 (т. н. КПЛ II типа  (яп.  Оцугата)) — 29 корпусов (включая военную серию 'S37B')
- подводные торпедные крейсера проекта S38 (т. н. КПЛ III типа  (яп.  Хэйгата)) — 11 корпусов[1].

Наиболее массовое производство (всего почти 30 корпусов до конца войны) было развернуто для подводных авиаразведчиков проекта S37. В связи с модификациями, вносимых в различные серии проекта, весь проект может быть разделен на 3 серии:
- серия S37 (1938-42 гг, также серия К-15) — 20 корпусов
- серия S37B (1942-44 гг, также серия К-40) — 6 корпусов
- серия S37C (1942-44 гг, также серия К-54) — 3 корпуса

В целом, проект авиаразведчика (S37) представлял несколько уменьшенный подводный флагман проекта S35 без свойственного флагману оборудования связи и управления дивизионного уровня.

## Конструкция

### Корпус

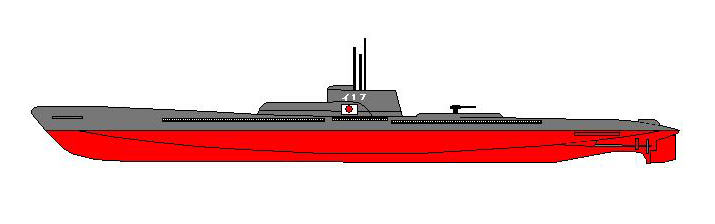
Внешний вид авиаразведчика проекта S37
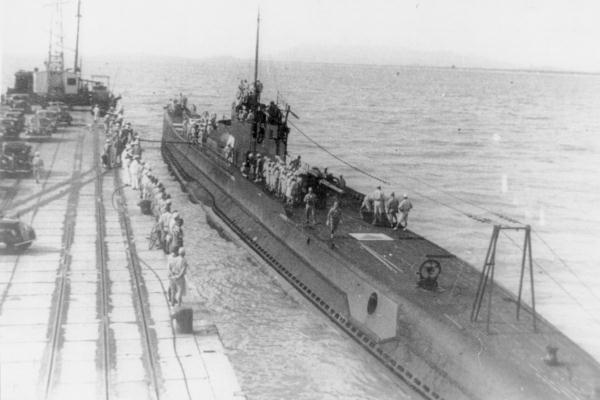
Вид на кормовую палубу (К-10, п. Пенанг, 1942 г.
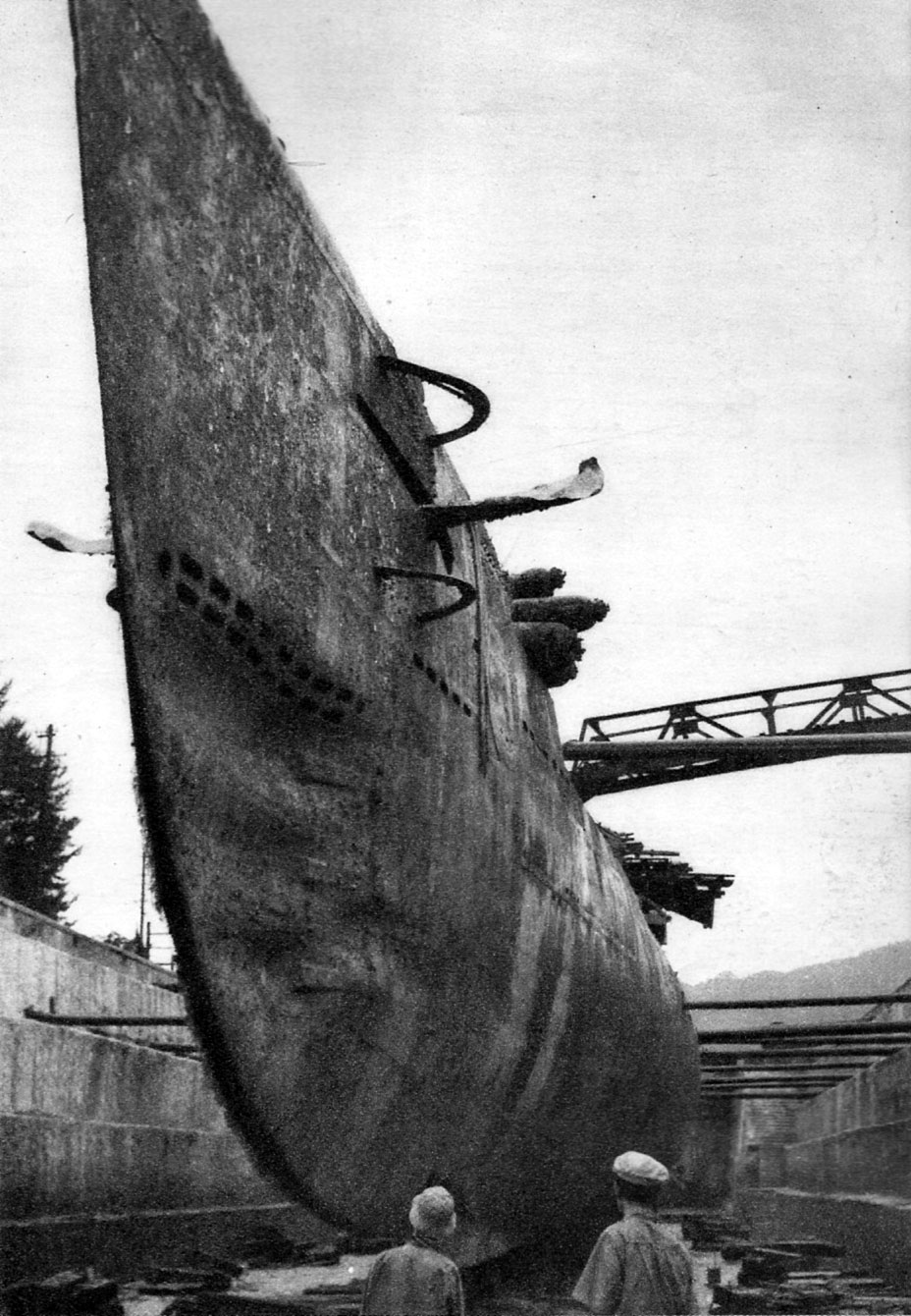
Вид на носовую подводную часть (К-33, 1953 г.)
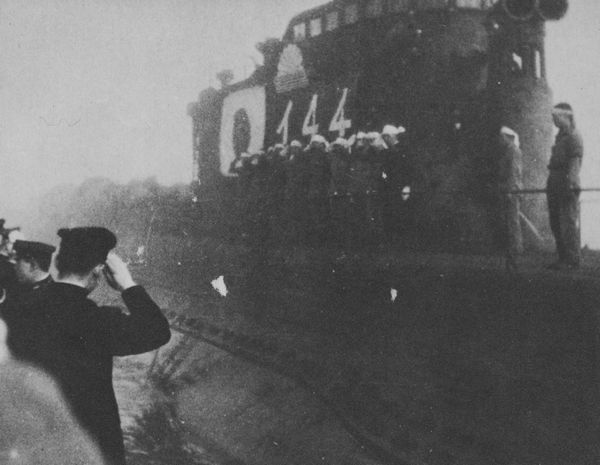
Вид на надстройку корабля (К-44, округ Сасэбо, 1945 г.)

Корабль спроектирован в соответствии с общими принципами архитектуры ПЛ. Для обеспечения подводной дифферентовки ЦП, прочная рубка и авиангар расположены в центре масс корабля, в нос расположены трюма аккумуляторных батарей и трюм торпедного боезапаса, в корму от ЦП расположены дизельная ГЭУ, установка электродвижения и электрогенераторная установка. ПЛ двухкорпусная с прочным и легким корпусом.

#### Лёгкий корпус и надстройка
Лёгкий корпус с чистыми обводами и частично сварной поверхностью, обеспечивающими как минимальной гидродинамическое сопротивление в подводном положении, так и высокий надводный ход и океанскую мореходность. Обводы легкого корпуса выбраны из условия обеспечения оптимальных мореходных качеств и остойчивости в надводном положении, для улучшения мореходности носовая оконечность легкого корпуса выраженно седловатая. Проницаемый деревянный настил верхней палубы уменьшает заливаемость корабля при надводном ходе.
Корабль имеет развитую проницаемую надстройку обтекаемой формы с низким гидродинамическим сопротивлением. Под палубой надстройки размещены выгородка механизмов якорного устройства, трубопроводы общекорабельной системы вентиляции и другое оборудование, не подверженное воздействию забортной воды. В носовой оконечности надстройка плавно сопряжена с обводами легкого корпуса.

#### Прочный корпус
Прочный корпус (длина 68,8 м, диаметр 5,7 м) клепаный из кремнемарганцовой стали Колвилла 2 см (высокопрочная, 0,3 % углерода, 1,5 % марганца). выдерживает внешнее давление воды на глубинах до 100 м. Прочный корпус двухпалубный, за исключением отсека дизелей (высота каждого дизеля две палубы), изготовлен методом пневматической склепки плит полуброневой марганцовистой стали Колвилла и набора наружных корпусных шпангоутов того же материала. Толщина полуброневых плит Колвилла 2 см, шпангоутов в 1930 гг. 7 см (с 1940 г. — 10 см). Проектная глубина до 100 м, в военное время некоторые корабли погружались на глубину до 200 м. В качестве успокоителя надводной бортовой качки корпус имеет бортовые и балластный кили.
Для прочности корпуса и повышенной рабочей глубины применены внешние разрезные шпангоуты из углобульбового профиля (характерно для архитектуры подводных сил Императорской Японии), шпация 60 см. В районе отсека № 5 применены наружные и внутренние шпангоуты для монтажа глушителей, в районе кормовой оконечности углобульбовый профиль заменен двутавром. Такой же тип шпангоутов применялся на военных корпусах подводных сил ВМС Германии в ходе Второй мировой войны. Натурные испытания показали преимущество внешних шпангоутов перед внутренними, как по глубине погружения, так и по удобству изготовления корпуса, поскольку предоставляли возможность обеспечить равную шпацию.
Отличием применяемой для конструкции прочного корпуса полуброневой стали низкие характеристики свариваемости, особенно при применении электросварки. Клепаный корпус имел повышенную прочность, но при детонации глубинных бомб имел тенденцию давать течь при разрушении клепочных узлов. Для избежания утечки соляра из топливных цистерн при изготовлении прочных солярных цистерн на корпусах военных серий S37B/C начала применяться электросварка, а толщина стенок была повышена до 7 мм. На последних довоенных корпусах проекта S37 часть полуброневых плит монтировалась секционной сваркой, с весны 1941 г. сварка применялась в соединениях цистерн и шпангоутов боевой рубки с прочным корпусом. Военная серия S37B частично предусматривала уже секционно-сварной метод сборки цистерн и частей прочного корпуса. В результате промышленного совещания в УПЛ ГУК ВМС весной 1943 г. прочные цистерны и блоки легкого корпуса следующей серии S37С стали цельносварными (прочный корпус — частично).

#### Боевая рубка и ангар
Боевая рубка представляет горизонтальный цилиндр полуброневой стали Колвилла, приваренный сверху к средней части прочного корпуса. К цилиндрической прочной рубке спереди примыкает прочный цилиндрический ангар авиатехники (один СПЛ) с носовым гидравлическим полуброневым люком. Люк запирается ползуном расположенного в легком корпусе ангарного гидроцилиндра (отмечались протечки ангарной гидросистемы в пространство легкого корпуса). На довоенной серии S37 толщина стенок ангара 12 мм полуброневой стали, переднего герметичного стального люка — 14 мм. На военной серии S37B толщина стен ангара частично до 2 см (60 % плит подволока), переднего люка — 2,2 см.

#### Винто-рулевая группа
Гребные винты и гребные валы подключены к валам дизелей напрямую без редукторов, диаметр гребного вала 30 см. Каждый гребной вал имеет один главный упорный подшипник и главный фрикционный тормоз. Дизельная и электрическая установки соединены разобщительными кулачковыми муфтами.
Руль поворота включает два соосных пера. Суммарная площадь рулей 13,17 м2:
- нижний полубалансирный 10,50 м2
- верхний балансирный 2,67 м2

Отношение площади пера руля к площади погруженной части ДП корабля 1/45,1 надводного и 1/67,6 подводного положений.
Рули глубины включают:
- два кормовых балансирных руля 14,18 м2
- два носовых балансирных руля 9,05 м2

В надводном положении носовые рули завалены в надстройку.
Машина рулей поворота плунжерная электрогидравлическая, рулей глубины электрическая.

#### Швартовое оборудование
Якорное устройство включает два якоря (1,4 т) с цепями (3,6 см) 275/175 м и электробрашпиль в носовой части надстройки. Для швартовки имеются носовой/кормовой шпили (2 т). Спасательное оборудование включает носовой и кормовой спасательные буи и систему отстрела дымовых шашек в кормовом отсеке.

#### Окраска и маркировка
Корабль окрашен по правилам ВМС. Надводная часть, надстройка и АУ ГК шаровые (МЗА вороненая), подводная часть тёмно-красная. Верхняя и надстроечная палубы покрыты некрашеным тиковым настилом (3 см). Для снижения заметности на перископной глубине в военное время надводная часть окрашивалась чёрным. Для визуальной по бортам надстройки белой краской с чёрной тенью нанесены бортовые номера с буквой ранга и изображение госфлага (высота букв/цифр 2 м, ширина 0,4 м). В носовой и кормовой части нанесены палубные двойные поперечные полосные маркеры авиаопознавания. В военное время в целях скрытности бортовые номера закрашивались и применялись временные матерчатые флаг и номер на проволочной раме.

## Отсеки
Прочными переборками корпус делится на восемь отсеков-убежищ. Отсеки двухпалубные с трюмом, отсек № 5 обеспечивает подход ко всем частям дизельной установки. Переборки прочные, за исключением отсеков № 6-7.

#### Отсек № 1 (торпедный)
- верхняя палуба: в носу две верхних пары торпедных аппаратов (№ 1-4, нумерация справа налево, сверху вниз). Под подволоком тельферы перезарядки и шлюзовой люк загрузки боезапаса, на побортных стеллажах торпедный боезапас в семь торпед.

Побортно в отсеке смонтированы 12 ед. цистерн гидравлики торпедного залпа: кольцевого зазора ТА (1 ед.), торпедозаместительные (2 ед.), системы БТС (3 ед.). По левому борту носовой ручной пост рулей глубины и склад № 1 артдивизиона. У кормовой переборки побортно 17 коек в три яруса.
-  нижняя палуба: в носу нижняя пара торпедных аппаратов (справа налево № 5-6). На побортных стеллажах торпедный боезапас в шесть торпед, приводы подачи боезапаса на верхнюю палубу.

Побортно за переборками баллоны носовой группы ВВД (4 ед. Б-3).
-  трюм: носовая дифферентная цистерна.

#### Отсек № 2 (акумуляторный/жилой)
- верхняя палуба:

- По правому борту — шахта подъемника катапульты, шлюзовой палубный люк, оружейная выгородка, выгородка шумопеленгатора (акустической вахты).
- По левому борту — выгородки, кладовые
- В корме — кубрик минно-торпедной БЧ и авиаБЧ (42 койки в три яруса, гальюн и умывальник личного состава).

- нижняя палуба: аккумуляторная яма № 1 (свинцово-кислотная АБ-2, 120 элементов), провизионные холодильники службы снабжения.
- трюм: вспомогательные цистерны пресной/грязной воды[5].

#### Отсек № 3 (аккумуляторный/комсостава)
- верхняя палуба:

- По правому борту за занавесями кубрик/кают-компания комсостава: два обеденных стола, четыре дивана, 13 коек (пара двухъярусных, пара трехъярусных вдоль коридора).
- По левому борту в коридоре шкаф навигационных карт, гальюн и умывальник, два малых провизионных электрохолодильника и распредщит.
- В корме — одноместные каюты командира корабля и комдива (правого и левого борта с занавесками).

- нижняя палуба: аккумуляторная яма № 2 (свинцово-кислотная АБ-2, 120 элементов).
- трюм: цистерны соляра и грязной воды[5].

#### Отсек № 4 (ЦП/компрессорный)
- верхняя палуба:

- в центральной части — шахты выдвижных и посты штурманской БЧ (подводный рулевой, подводный гирокомпаса).
- По правому борту — посты ВВД, в кормовой части подводный камбуз.
- По левому борту выгородка акустической вахты ГАС, посты рулей глубины, душевая (у кормовой переборки напротив камбуза).

- нижняя палуба:

- По правому борту — выгородка центробежного компрессора продувки системы ВВД и выгородка провизионки.
- По левому борту две выгородки холодильных установок, выгородка кондиционеров, выгородка центробежного компрессора продувки системы ВВД и насосная станция (главный и резервный отливные, насосы гидросистемы корабля, пресной и грязной воды).

- трюм: вспомогательная цистерна пресной воды и снарядный погреб № 2 артдивизиона.

#### Отсек № 5 (дизельный)
- верхняя палуба:

- Побортно основные механизмы верхней части главных дизелей ГУК-2: крышки и блоки цилиндров, форсунки, компрессоры, и газораспределительные механизмы. В подволоке шлюзовой палубный люк.

- нижняя палуба: побортно основные механизмы нижней части главных дизелей ГУК-2

- пневмостартеры, станины, блок-картеры, коленвалы, упорные подшипники, трубопроводы и радиаторы систем охлаждения воды и масла.

- трюм: Побортно топливные цистерны (соляр/ДТ/бензин), топливные/масляные насосы, цистерны чистого/отработанного масла, вспомогательное оборудование[6].

#### Отсек № 6 (электродвижения)
- верхняя палуба: Побортно главные распределительные щиты нагрузки и посты электродвижения, система вдувной вентиляции ГЭД, мастерская.
-  нижняя палуба: Побортно главные электродвигатели ГЭД-5С.

#### Отсек № 7 (генераторный/компрессорный)
- верхняя палуба:

- По правому борту выгородка — дизель-генератора ДГ-ВС
- По левому борту — две выгородки дизель-компрессоров ДК-2 (система ВВД).

- нижняя палуба: склады электромехБЧ.
- трюм: кормовая группа баллонов ВВД № 1 (6 ед. Б-3)[6].

#### Отсек № 8 (жилой мехБЧ)
- верхняя палуба:

- в носовой части — шлюзовой палубный люк (в подволоке), выгородка рулевых машин и аварийные штурвальные посты.
- в кормовой части — кубрик электромехБЧ (41 койка и гальюн личного состава)

- нижняя палуба: кормовая группа баллонов ВВД № 2 (6 ед. Б-3).
- трюм: побортно кладовые, кормовая дифферентная цистерна и цистерна грязной воды[6].

#### Боевая рубка
Боевая рубка горизонтальная цилиндрическая, лёгкой переборкой разделена на ГКП и центральный радиопост. В ГКП перископные посты, посты штурманской и минно-торпедной БЧ, автомат торпедной стрельбы, перископы, радиомачта.

#### Надстройка
Надстройка негерметичная, со шпигатами, при погружении заполняется забортной водой.
- носовая закрытая оконечность:

- в носовой части — перископные тумбы, КМ-95 в нактоузе, штурманский стол, штурвальный пост, указатели оборотов, переговорные трубы и телеграф.
- в корме надводный гальюн, электроприводы шпиля и якоря, ящики якорных цепей.

- кормовая полуоткрытая оконечность:

- на открытой верхней палубе спаренный станок автомата АК-96 и стационарный ДМ-97.
- На нижней палубе закрытый камбуз, ящики буев, шпилей, грузовых стрел, кранцы, тросы и тенты. Под настилом моторный катер (7 м, 8 л. с.)
- в бортовых шахтах баллоны и трубопроводы системы ВВД, шахты выхлопа дизелей и водородной вентиляции АБ. Отдельно шахты приводов авиакрана/радиомачты.

## ОШС корабля
Проектный штат 97 чел. (10 чел. комсостава, 2 мичмана, 85 чел. личного состава). Уточненный штат 1939 г. 94 человека (9 чел. комсостава (2 по выслуге), 2 мичмана, 45 старшин, 38 матросов). В конце 1942 г. добавлены мичманская и матросская должности (3 мичмана и 39 матросов). При размещении на борту штаба дивизиона (до 19 чел.) общая численность экипажа авиаразведчика может составлять до 114 чел. Вахтенное расписание включает три боевых смены по две четырёхчасовых вахты:
- 1-я боевая смена 04:00～08:00; 16:00～20:00
- 2-я боевая смена 08:00～12:00; 20:00～24:00
- 3-я боевая смена 12:00～16:00; 24:00～04:00

Экипаж корабля делится в строевом отношении на БЧ (строевые роты), дивизионы и группы специалистов. Строевая часть включает три роты и 12 чел. комсостава.
- Командир
- Комсостав 11 чел.

- Корабельные роты (4 чел.): штурманская, минно-торпедная (старпом), электромеханическая (ротный + заместитель)
- дивизионы (5 чел.)

- вооружений: артиллерийский, торпедный, ОКС (подводного хода)
- движения: дизельный, ГЭД,

- медслужба, авиаБЧ (2 чел.)

Личный и старшинский состав корабля штатно 83 чел.:
- минно-торпедная БЧ

- торпедные группы — 13 чел.
- группа наведения, акустическая группа — 11 чел.

- БЧ связи

- группы связи, шифрования, электрики — 14 чел.

- общекорабельные группы

- рулевые, сигнальщики, мл. комсостав — 11 чел.

- авиаБЧ

- летчики, техники — 14 чел.

- электромехБЧ

- дизельная группа правого борта — 10 чел.
- дизельная группа левого борта — 10 чел.
- носовая группа ГЭД — 14 чел.
- кормовая группа ГЭД — 8 чел.

| ОШС подводного авиаразведчика I ранга (1941 г.) | ОШС подводного авиаразведчика I ранга (1941 г.)      | ОШС подводного авиаразведчика I ранга (1941 г.) | ОШС подводного авиаразведчика I ранга (1941 г.) | ОШС подводного авиаразведчика I ранга (1941 г.) | ОШС подводного авиаразведчика I ранга (1941 г.) | ОШС подводного авиаразведчика I ранга (1941 г.) |
| Командир корабля капитан 2 ранга                | Командир корабля капитан 2 ранга                     | Командир корабля капитан 2 ранга                | Командир корабля капитан 2 ранга                | Командир корабля капитан 2 ранга                | Командир корабля капитан 2 ранга                | Командир корабля капитан 2 ранга                |
| БЧ                                              | Командир                                             | Комсостав                                       | Комсостав из мичманов Мичмана                   | Старшины                                        | Личный состав                                   | Всего                                           |
| ----------------------------------------------- | ---------------------------------------------------- | ----------------------------------------------- | ----------------------------------------------- | ----------------------------------------------- | ----------------------------------------------- | ----------------------------------------------- |
| Штурманская                                     | капитан-лейтенант                                    | из других БЧ                                    | из других БЧ                                    | из других БЧ                                    | из других БЧ                                    | 1 чел.                                          |
| Минно-торпедная                                 | капитан 3 ранга ( капитан-лейтенант)                 | (мл.) лейтенант                                 | (мл.) лейтенант                                 | 17 старшин                                      | 15 матросов                                     | 35 чел.                                         |
| Электромеханическая                             | инженер-капитан 3 ранга ( инженер-капитан-лейтенант) | (мл.) лейтенант-инженер                         | (мл.) лейтенант                                 | 21 старшина                                     | 19 матросов                                     | 43 чел.                                         |
| Артдивизион/группа связи                        | капитан-лейтенант                                    | мл. лейтенант                                   | из других БЧ                                    | из других БЧ                                    | из других БЧ                                    | 2 чел.                                          |
| Авиационная                                     | нет                                                  | нет                                             | мичман-летчик                                   | старшина-летчик 2 старшины                      | нет                                             | 5 чел.                                          |
| ТЭЧ                                             | нет                                                  | нет                                             | мичман                                          | 2 старшины                                      | матрос                                          | 3 чел.                                          |
| Дивизион живучести                              | нет                                                  | нет                                             | нет                                             | старшина                                        | матрос                                          | 2 чел.                                          |
| Служба снабжения                                | нет                                                  | нет                                             | нет                                             | старшина                                        | 2 матроса                                       | 3 чел.                                          |

## Обитаемость
Нормальная океанская автономность авиаразведчика до двух месяцев (максимальная до трех).

#### Жилые отсеки
Жилые помещения личного состава в отсеках № 1-2 (торпедная БЧ, штурманская БЧ, авиаБЧ) и № 8 (электромехБЧ), комсостава в отсеке № 3. Спальные места трехъярусные: стационарный ярус с рундуками (в отсеке № 1 частично поверх столов) и два цепных рамных (цепи утягиваются к подволоку).
- № 1: в кормовой части 17 коек на 18 чел.

- торпедная группа 12 чел.
- группа управления 2 чел.
- техсостав 4 чел.

- № 2: в кормовой части 42 койки на 44 чел. и гальюн личного состава

- сигнальная группа 3 чел.
- шифровальная группа 1 чел.
- радиогруппа 9 чел.
- электрогруппа 4 чел.
- акустическая группа 4 чел.
- общекорабельная группа 4 чел.
- авиаБЧ 6 чел.

- № 3: четыре дивана и 13 коек на 10 чел. и гальюн комсостава

- пара двухъярусных с подвесными
- пара трехъярусных вдоль коридора

- № 8: в кормовой части 41 койка на 43 чел. и гальюн личного состава

- группа МЗА 5 чел.
- рулевая группа 2 чел.
- фельдшер, интенданты 5 чел.
- дизельная группа 16 чел.
- группа вспомогательных механизмов 6 чел.
- группа ГЭД 8 чел.

Каждый кубрик имеет умывальник, койки, столы, полки и шкафчики (посуды, головных уборов, плащей и т. п.).В кубрике комсостава койки отделены перегородками и имеют индивидуальные занавески. В надводном положении при электрогенерации освещение электрическое, в подводном — люминесцентное от АБ для снижения энергопотребления и компенсации нехватки ультрафиолета. Жилые отсеки и боевые посты имеют электровентиляторы, в кубрике комсостава имеются два электрохолодильника. Для кондиционирования в тропических условиях жилых помещений, артпогреба и провизионок попутно используется избыточный холод от работы корабельных холодильных установок (2 ед., холодильная способность 50 тыс. ккал).

#### Камбузы
Запасы на 60 суток — продуктов 30 т, пресной воды 24 т. Корабль имеет два камбуза: дневной подводный на палубе отсека ЦП (3 x 1,5 м) и ночной надводный на нижней палубе кормовой оконечности надстройки. На камбузе имеются два электрокотла, электроплита и электрорисоварка. На корабле работают два кока с помощниками из числа подвахтенных. Прием пищи в три смены в жилых отсеках с сервировкой приборов по числу питающейся смены: 6:00-12:00-18:00. В походе также есть питание ночной вахты в 20:00.

#### Гальюны
Корабль имеет четыре гальюна: надводный в кормовой части надстройки и три подводных — комсостава (отсек № 2) и для личного состава в оконечностях (у кормовых переборок в отсеках № 1 и № 8). Из соображений санитарной обстановки на борту гальюны азиатского стиля металлические в полу. Гальюн не имеет системы продувки для откачки фанового бака, но имеет забортный электронасос. В связи со слабой работой насоса под высоким давлением в подводном положении пользование гальюнами запрещено. Корпуса после 1941 г. получили систему продувки воздухом низкого давления в прочную фановую цистерну.

## Энергетическая установка

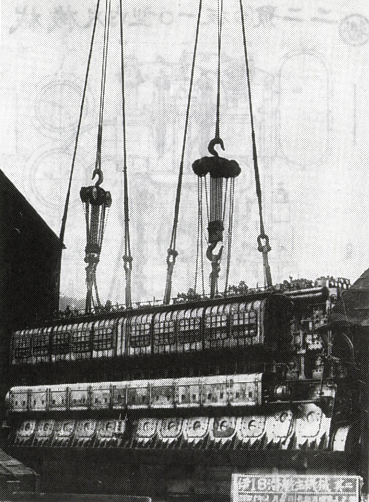
Корабельный дизель ГУК-2 (ПЛ К-18)

ГЭУ двухвальная дизель-электрическая, для движения вперед служат два винта литой бронзы диаметром 2,6 м.

#### Дизельная установка
Дизельная установка корабля включает:
- два среднеоборотных корабельных дизеля ГУК-2  (яп.  Кампонсики ниго утибикикай) конструкции УПЛ ГУК ВМС.

- корабельный дизель ГУК-2 реверсивный рядный атмосферный, крейцкопфный двухтактный, двойного действия с компрессорным впрыском и жидкостным охлаждением (11 м Х 5,4 м Х 1,6 м, 10-цил. 96 т, 919 л, 6,2 тыс. л. с. при 350 об./мин.) Длина отсека дизелей 19 м. Суммарная мощность дизельной установки 12, 4 тыс. л.с при 350 об./мин. (надводный ход 23,6 уз).

Посты управления дизелями в носовой части отсека дизелей включают:
- пульт управления компрессорами ВВД
- пусковые и стоп-рычаги дизелей
- рычаги управления подачей топлива в цилиндры и дросселями
- пульт реверса дизелей.

В нос от каждого дизеля смонтированы плунжерные насосы впрыска топлива с насосным постом управления. На крышках дизелей смонтированы клапана, контрольно-измерительные приборы температуры (включая систему водяного охлаждения поршней), оборотов и давления. Продувочный воздух нагнетается двухступенчатой роторной воздуходувкой атмосферного давления (15 м3/сек.) с отдельным электродвигателем (1,8-2,7 тыс. об./мин., макс. 750 л. с.).
В штормовых условиях глушители имели тенденцию к заливу забортной водой, что в некоторых ситуациях вынуждало снижать обороты и скорость, рискуя боевой устойчивостью корабля. Для двух очень мощных дизелей недостаточным считался диаметр двух забортных воздухопроводов (80 см), что при переходе на высокие обороты могло вызывать резкий приток забортного воздуха и одновременное понижение давления в замкнутом пространстве отсеков, (что сказывалось на экипаже).

#### Установка электродвижения
- два главных гребных электродвигателя ГЭД-5С  (яп.  Токугогата сюдэндоки) конструкции УПЛ ГУК ВМС, производства электрозавода Мицубиси.

- гребной электродвигатель ГЭД-5С реверсивный постоянного тока в двухъякорном исполнении для меньших размеров и снижения момента инерции при пусках, торможении и реверсах электроустановки (32,5 т, 220В/3,44 тыс. Ампер, 1 тыс. л. с. при 160 об./мин.,перегрузочная десятиминутная- 1,25 тыс. л. с. при 4,2 тыс. А.) Суммарная мощность электроустановки 2 тыс. л. с. при 163 об./мин. (подводный ход 8 уз.). При переключении реверсивных муфт в надводном положении каждый ГЭД работает в качестве электрогенератора для зарядки АБ от собственного дизеля (До 850 кВт/ч при электрогенерации).

Для поддержания рабочей температуры обмоток и коллекторов (не более 90 °С) каждый ГЭД-5С имеет закрытую воздушную вентиляционную установку с двумя воздушными теплообменниками. Длительный подводный ход 20 час. экономходом 3 уз. (до 60 миль), максимальный подводный ход корабля под двумя ГЭД — 8 уз. (2 тыс. л. с.).
- две главных аккумуляторных батареи АБ-2  (яп.  Нигогата сюдэнти) конструкции электрозавода округа Иокосука с панцирными пластинами и эбонитовым сепаратором

- аккумуляторная тяговая батарея АБ-2 свинцово-кислотная постоянного тока (240В Х 10 тыс. Ампер Х 8 ч.). Аккумуляторная установка корабля включает побортные аккумуляторные ямы на второй палубе аккумуляторных отсеков № 2-3 (всего 240 шт. элементов производства электрозаводов Юаса/NEC). Для обслуживания батарей оба отсека № 2-3 имеют технический проход на всю длину на второй палубе.

- вспомогательный дизель-генератор ДГ-ВС постоянного тока  (яп.  Токугогата ходзё хацудэнки дизэру) в генераторно-компрессорном отсеке

- Дизель-генератор включает четырёхтактный дизель ГУК-24 Мицубиси простого действия с механическим впрыском (6-цил., 172 л, 0,7 тыс. л. с.) с электрогенератором Хитачи 450 кВт. Полный цикл зарядки АБ-2 8 часов при надводном ходе 18 уз.

- потребители и системы переменного тока питаются от двух переменных электрогенераторов с приводом от ГЭД-5С (55 В, 5 кВА).

Бортовой запас топлива (соляр/ДТ/авиабензин) 196/752,5 т (с половинными/ полными запасами). Проектная надводная дальность 14 тыс. миль (на 16 узлах), подводная до 32 часов экономходом 3 узла и до 1 ч. максимальным подводным ходом 8 узлов.

#### Дублирующее и вспомогательное оборудование
В носу дизельного отсека размещены втяжные/вытяжные вентиляторы, в подволоке — впускные/выпускные клапаны забортного воздуха с глушителями. Дублирующее оборудование включает топливные насосы, масляные насосы упорных подшипников гребных валов, водяную/масляную систему охлаждения.
На нижней палубе смонтированы:
- два масляных радиатора (по одному на каждый дизель)
- три насоса масляной системы (один запасной)
- две системы маслоочистки ДеЛаваль
- два насоса системы забора забортной охлаждающей воды

При переподключении патрубков запасной масляный насос может быть использован для перекачки соляра между донными цистернами.
Аккумуляторные отсеки имеют дублированную вытяжную вентиляцию аккумуляторных ям. Дистилляторы-испарители воды для доливки АБ с вакуумными насосами расположены в отсеке дизелей. Нагрев дистилляторов производится электросетью корабля в дневном подводном положении или от выхлопных газоотводов работающих ГУК-2 в ночном надводном положении. Суточная опреснительная производительность дистилляторов — 0,8 т или 5 т пресной воды.
Между прочным и легким корпусом в носовой и кормовой части смонтированы приводы авиационного крана и выдвижной радиомачты для связи в надводном положении. Между стенами надстройки перед приводами радиомачты выведены из легкого корпуса и смонтированы выхлопные газоводы и глушители дизелей.

#### Устройство для работы дизелей под водой (РДП)
В 1942 г. специалисты управления ПЛ ГУК ВМС разработали выдвижной РДП левого борта под обтекателем в надстройке (спецсистема аккумуляторной зарядки, с 1945 г. подводная система аккумуляторной зарядки  (яп.  Токусю дзюдэн соти/Суйтю дзюдэн соти). Подъём воздухозаборника РДП электроприводом (аварийный ручной). Для предотвращения заливания на волне РДП имеет телескопический газоход, воздухозаборник с перемычкой, поплавковым и внутренним тарельчатым клапанами и двумя водоотливными клапанами с ручным приводом и ламповой сигнализацией в дизельном отсеке и ЦП. Максимальный подводный ход под РДП — 3 уз.
На проекте S37B с одним ДГ-ВС (диаметр шахты 16 cм) полная зарядка АБ ходом 2 уз. суточная (без хода 16 час.). На военном проекте S37С (диаметр шахты 26 см для обеспечения работы двух ДГ-ВС) ходом 2 уз. 10,5 ч (без хода 8 час.). В отличие от ВМС Германии ПЛ Императорской Японии использовали РДП только для работы дизель-генератора, набивки ВВД и вентиляции, осуществляя ход от ГЭД. Преимуществами отказа от работы главных дизелей были меньший расход воздуха, малый диаметр шахт и надводный бурун, меньшая загазованность отсеков и отсутствие баротравм при отсечке клапанов РДП.

## Общекорабельные системы

### Балластные системы и система ВВД

#### Система ВВД
Для набивки ВВД на нижней палубе генераторного отсека у левого борта смонтированы два дизель-компрессора ДК-2 (Кобэлко двуступенчатые, вертикальные, поршневые, 250 атм). Запас ВВД в тридцати пяти баллонах высокого давления БВД-3 (405 л, 215 атм) и одном БВД-6 для воздуха рулей торпед (405 л, 225 атм).

#### Система водяного балласта
В состав системы погружения и всплытия входят 14 водяных цистерн главного балласта. Все цистерны кингстонные, с клапаны вентиляции  (яп.  бэнтобэн) в верхней части и кингстонами  (яп.  кинсибэн) в нижней). Цистерны частично расположены в прочном корпусе (в трюме аккумуляторных отсеков и кормового жилого отсека электромехБЧ), частично в легком (так же, как и на ПЛ ВМС других стран). Кингстонные балластные цистерны (большие и малые кингстоны), при всплытии продуваются воздухом системы высокого давления (215 атм).
Чтобы лучше контролировать погружение, ЦГБ разбиты на группы:
- концевая (№ 1 и № 14)
- носовая (№ 2-5)
- средняя (№ 6-10)
- кормовая (№ 11-13).

Группы можно заполнять или продувать независимо или одновременно.
Для срочного погружения корабль имеет:
- цистерну быстрого погружения (ЦБП)
- 6 ед. цистерн вспомогательного балласта (три побортно, ЦВБ № 1-3)

В пространстве между прочным и легким корпусом также расположены
- носовая и кормовая дифферентные цистерны
- цистерны отрицательной и положительной плавучести
- вспомогательные балластные цистерны.

Цистерны соляра расположены в прочном корпусе в трюме отсека дизелей.

#### Системы вентиляции и кондиционирования
Корабль несет общекорабельную центральную систему воздушной электровентиляции с транзитным воздушным трубопроводом, проходящим по подволоку прочного корпуса всех отсеков. Работающая от общекорабельной электросети вдувная и вытяжная вентиляционная система используется для обеспечения работы системы общекорабельной регенерации и кондиционирования отсеков.
С начала 1930 гг. для кондиционирования и вентиляции аккумуляторных ям подводные силы Императорской Японии начали внедрение корабельных холодильных установок. Подводные авиаразведчики проекта S37 на второй палубе отсека ЦП имели отсек с двумя каскадными холодильными установками общей мощностью 50 тыс. ккал (углекислотная компрессорная Металлического завода Осака (Дайкин), мощность 25 тыс. ккал, мощность компрессора 15 л. с.). На военных сериях S37B и S37C с 1941 г. холодильные установки фреоновые той же мощности (25 тыс. ккал).

#### Система регенерации воздуха
Для восстановления состава воздуха корабль несет бортовую систему химической регенерации Кавасаки-Дрегер  (яп.  Кавасаки-сики куки сэйсо соти) на основе натриевых щелочных пластин. Система разработана судостроительным заводом Кавасаки-Кобэ на основе системы Дрегер ВМС Германии  (яп.  Дорэга-сики куки сэйсо соти) и принята на вооружение с 1927 г. Натриевый сорбент производился химическими цехами гражданских заводов Тюгоку и Кавасаки.
Система регенерации воздуха раздельная в составе баллонов с кислородом и патронного щелочного поглотителя углекислоты. Штатный патрон регенерации представляет прямоугольный металлический контейнер со слоями разделенных стальной сеткой щелочных пластин гидроксида, пероксида и нитрита натрия. Штатные сменные патроны вставлены в воздуховоды системы общекорабельной вентиляции.
- габариты пластины 0,7 Х 0,25 Х 0,01 м, вес до 150 г
- габариты патрона 0,7 Х 0,25 Х 0,3 м, вес до 4 кг

Для поглощения в подводном положении угарного газа от дизелей и атмосферной углекислоты для команде вахтенные отсеков переключают заслонки воздуховодов на работу через регенерационные патроны. Недостатком системы является шумность мощных электровентиляторов, что дает возможность обнаруживать ПЛ силами ПЛО противника, и нагрев щелочного сорбента до 50°, что ухудшает обитаемость в тропических условиях.
В конце войны на некоторых кораблях ограниченно применялся баночный сорбент завода Тэйдзин на основе щелочной целлюлозы. Преимуществом целлюлозного сорбента в металлических канистрах считалась независимость от работы вентиляционной системы и отсутствие нагрева при реакции, но данный сорбент не успел поступить на вооружение до конца войны.

## Трюмные спецсистемы

#### Стабилизатор глубины без хода
Для экономии электроэнергии АБ и обеспечения скрытности ПЛ с 1940 г. цехом подводного кораблестроения округа Курэ (капитан 3 ранга Х. Томонага) была разработана спецсистема стабилизации глубины ПЛ при продолжительном пребывании в подводном положении  (яп.  Дзидо кэнтё соти).
Производство стабилизатора глубины было налажено судостроительным заводом Хитачи. Автостабилизатор включал две прочные цистерны погружения и подвсплытия с кингстонами и соленоидной системой и насосно-компрессорную систему. В случае отклонения от заданной глубины автоматика поста ОКС замыкала сервомоторы соленоидов одной из двух цистерн. Регулировка объема приема-продувки (до нескольких кг) производилась ступенчато по данным глубиномера. На каждом корабле автостабилизатор (объем и скорость ступенчатого приема/продувки, угол открытия клапана и т. п.) был настроен индивидуально, и его эффективность в значительной степени зависела от удифферентованности и калибровки корабельных глубиномеров.

#### Вакууматор топливной системы
С целью устранения масляного следа от корабля как в боевых (повреждение цистерн), так и в мирных (разгерметизация, протечка в легкий корпус) условиях под руководством капитана 3 ранга Х. Томонага была также разработана автоматика контроля протечек топливной системы  (яп.  Дзюю росэн боси соти). К экспериментам в части замещения соляра забортной водой было привлечено опытовое управление округа Курэ (капитан-лейтенанты Койва и Ёсида) и экипажи ПЛ.
Соляр в трюмных цистернах в отсеке дизелей по мере выработки замещался забортной водой, накапливавшей в накопительной емкости цистерны. Автовакууматор работал за счет наличия в системе трубопроводов центробежного насоса-крыльчатки, мощность которого ограничивалась по соображениям прочности легкого корпуса в районе цистерн. В загерметизированном состоянии протечкам забортной воды препятствовало наличие соляра внутри цистерны, но при падении давления в любой из цистерн (разгерметизация) автоматически начиналось вакуумирования трубопроводов и принятие отфильтрованной забортной воды в цистерны. Режим вакуумирования разнился, в зависимости от разницы давления внутри трубопровода и цистерн (усиление откачки при падении давления).

#### Отстой трюмных вод
Цехом подводного кораблестроения округа Курэ (лейтенант Н. Сэнда) была также разработана отдельная система предотвращения протечек и очистки трюмных вод от остатков топлива. Система работала на принципе постоянной откачки трюмных вод в свободные топливные цистерны, отстоем соляра и слива очищенной трюмной воды за борт через систему вакуумирования. С 1942 г. данная вспомогательная система была смонтирована на всех кораблях.

## Вооружение

### Авиационное
Корабль несет бортовой гидроразведчик СПЛ-0 в прочном ангаре (1,4 м 2,4 Х 8,5 м) легированной стали Колвилла перед надстройкой. СПЛ хранится с отстыкованными плоскостями и поплавками. Для подъёма СПЛ перед ангаром смонтирована палубная пневмокатапульта Курэ-1 (19 м). Подготовка катапультного вылета в штиль 15 минут (опытный расчет до 6,5 минут). Подъём севшего на воду СПЛ на борт производится заваливающимся краном правого борта.

#### СПЛ-0

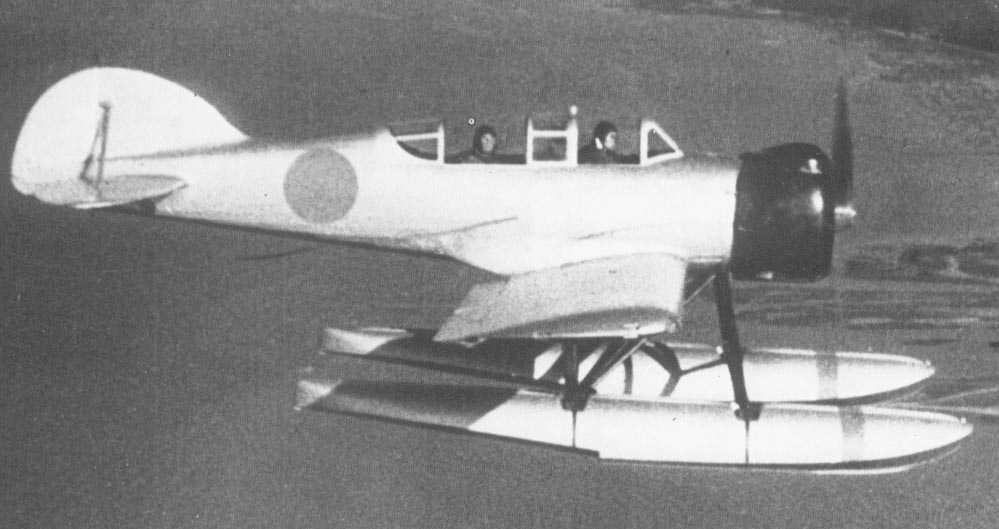
СПЛ-0 в воздухе

Гидроразведчик подводного базирования для подводного крейсера проекта S37 разработан совместно коллективами УПЛ ГУК ВМС, авиаКБ ВМС и авиазавода Ватанабэ. Для облегчения конструкции машина имеет трубный каркас, алюминиевую и полотняную (хвостовая часть) обшивку. Крыло/оперение с металлическими лонжеронами/деревянными нервюрами, поплавки цельнометаллические. Запас авиабензина 200 л, дальность 480 км. Полезная нагрузка — пара ОФАБ-60/ОЗАБ-76. Летчик и наблюдатель располагаются в остекленной кабине, вооружение летнаба включает турельный АП-92 и КВ-радиопередатчик для связи с ПЛ.

### Минно-торпедное

#### Торпеды и торпедные аппараты
Минно-торпедное вооружение включает шесть вваренных в прочный корпус носовых стальных торпедных аппаратов ТА-95  (яп.  Кюгосики гёрай хассякан) калибром 21 дм (533 мм) и штатный боезапас 17 ед. торпед (в аппаратах и на бортовых стеллажах в верхнем и нижнем отсеке).
Торпедный аппарат ТА-95 подводного залпа калибром 21 дм разработан параллельно с лодочной торпедой Т-95 с кислородным двигателем (принята на вооружение подводных сил одновременно с ТА-95 в 1935 г.). Задней крышкой аппараты установлены внутри прочного корпуса, передней — между прочным и легким корпусами. Аппараты сгруппированы в два вертикальных ряда в двух торпедных отсеках—четыре аппарата в верхнем, два в нижнем. Нумерация аппаратов идет по схеме справа-налево и сверху-вниз. Корабли довоенной серии S37 несут ТА-95 первой, военной серии S37B — ТА-95 второй модификации.
Торпедный аппарат ТА-95 имеет систему беспузырного подводного торпедного залпа, дистанционные системы ввода глубины/угла гироскопа торпеды и угла растворения (от ТАС в прочной рубке).
По калибру ТА-95 допускает применение:
- парогазовых воздушных торпед Т-89 обр. 1929 г. (длина 7,2 м, масса 1,6 т, БЧ 0,3 т, ход до 45 уз., дальность не менее 5,5 км)
- электроторпед Т-92 обр. 1932 г. (длина 7,2 м масса 1,7 т, БЧ 0,3 т, ход до 30 уз., дальность не менее 5 км)
- парогазовых кислородных торпед Т-95 обр. 1935 г. (длина 7,2 м, масса 1,6 т, БЧ 0,4 т, ход до 49 уз., дальность не менее 9 км)[14]

#### Система управления стрельбой
Для расчета торпедного треугольника в прочной рубке смонтированы:
- курсограф КГ-96
- репитер гирокомпаса
- торпедный автомат стрельбы ТАС-92  (яп.  Кюнисики сэнсуйкан хоибан), сопряжённый с командирским П-88
- прибор передачи угла гироскопа ПУПО-92  (яп.  Кюнисики сёдзюнкаку хассинки)
- автомат постоянного курса цели АПК-98  (яп.  Кюхатисики тайсэйги тайсэйбан) (с 1940 г. на части корпусов)

#### Автомат стрельбы ТАС-92
Предпусковой угол гироскопа (±120°) вычисляется расчетом ТАС-92 и через ПУПО-92 передается к ТА с учётом углов растворения. Залп может быть произведён из прочной рубки дистанционно или из торпедного отсека по команде.
Для авторасчёта предпускового угла гироскопов ТАС-92 имеет автоввод:
- курсового угла атаки (360°, от перископа)
- изменений собственного курса (120 °, от репитера гирокомпаса)

и ручной ввод расчетом ТАС:
- данных цели

- реальной/расчётной скорости цели (5-40 уз.)
- удаления (0,5-4 км)

- данных корабля

- собственного хода (3-20 уз.)
- отсчет времени залпа (0-40 сек.)
- визуальной коррекции гироугла

- данных торпеды

- хода торпеды (26-56 уз.)
- угла гироскопов (с автопередачей в отсек)
- числа торпед
- угла растворения в залпе (10/±10°)

### Артиллерийское

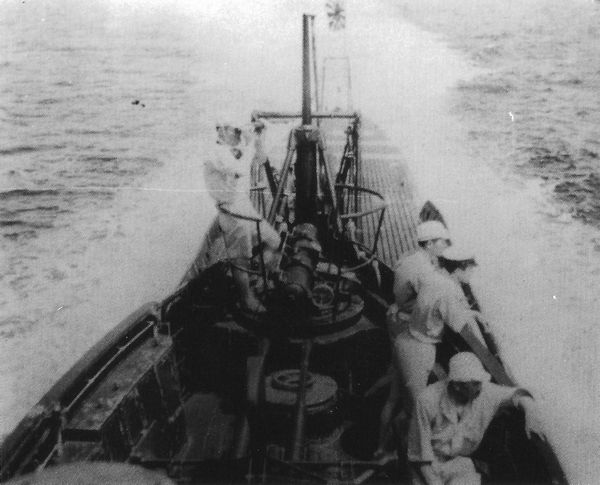
Вид в корму надстройки на артиллерийский ДМ-97 (К-11, 1942 г.)

Палубная кормовая АУ ГК и надстроечный станок МЗА стволами в корму включают арткомплекс АК-11 5,5 дм на палубном лафете и спаренный станок зенитных автоматов АК-96 1 дм в открытой кормовой части надстройки. Артдивизион не имеет визира и группы наведения, комплексы наводятся расчетами по данным дальномера.
Орудие АК-11 5,5 дм раздельного заряжания имеет техническую скорострельность до 2 выстр./мин при дальности стрельбы 15,4 км. Сектор обстрела АУ ГК 300° (30° л.б. — 180° — 30° п.б.). Боезапас 5,5 дм включает ОФС, осветительный снаряд и ныряющий снаряд ПЛО. Нормальный боезапас 5,5 дм 150 выстрелов (дополнительно восемь ОФС, 20 холостых и 4,2 тыс. стволиковых годового курса БП). В подпалубном пространстве под щитами слева от АУ герметичные кранцы боезапаса (20 снарядов и гильз). Отсек артбоезапаса в трюме ЦП имеет термоизоляцию и систему кондиционирования. Боезапас ГК подается пневмоэлеватором в надстройку (пять снарядов и гильз в минуту).
Зенитный автомат АК-96 1 дм магазинного заряжания имеет техническую скорострельность 220 выстр./мин при максимальной дальности стрельбы 7,5 км (эффективная 1,5 км). Кормовой станок МЗА имеет круговой сектор обстрела, но при малом возвышении перекрыт носовой частью надстройки. Боезапас 1 дм включает ОФС, трассирующий ОФЗ, трассирующий и учебный десяти видов. Нормальный боезапас 2 тыс. патронов 1 дм (и двести для курса БП). Рядом со станком два кранца по 105 патронов, в надстройке патронный ящик на 75 патронов. Патронные укупорки подаются в кранцы вручную через люки.
Стационарный дальномер ДМ-97 (база 1,5 м, удаление до 20 км) в открытой кормовой части надстройки постоянно смонтирован на подъёмной тумбе с гидроприводом. В походном положении ДМ-97 развернут в ДП, в подводном тумба утоплена.

### Стрелковое
Корабль несет на борту вооружение личного и комсостава (4 винтовки В-38 и 16 пистолетов П-14). Винтовочный боезапас 1,2 тыс. боевых и 0,5 тыс. холостых, максимальный (на годовой курс БП) 4,9/3,7 тыс.. Нормальный/максимальный пистолетный боезапас 1,9/2,5 тыс. патронов.

### Оптическое
Оптическое вооружение включает:
- для подводной стрельбы в прочной рубке:

- перископы П-88 (10 м)  (яп.  Хатихатисики сэмбокё) командирский/ночной зенитный(3-4 модификаций). Командирский П-88-3 (1,5-6 крат, поле зрения 40-9,5°, вертикальная линия визирования −10°/+20°) имеет минимальный диаметр трубы 3 см и головку 4,5 х 4 см. Зенитный П-88-4 (1,5-10 крат) имеет угол возвышения до 80 ". Обе модификации имеют проекционную азимутальную шкалу, дальномер совмещения и фотоаппарат.

- для надводной стрельбы в надстройке:

- надводные визиры ТВМЦ-14 (2 дм) 2 ед.
- окуляры наблюдения: перископический БМ-93 в крыше и побортные курсовые БМ-97 (5 дм, 20 крат)
- оптические дальномеры: стационарный ДМ-97 (1,5 м, до 20 миль), переносной штурманский ДМ-96 (0,7 м)

### Штурманское
Штурманское вооружение включает
- двухроторный гирокомпас Аншюц c семью репитерами
- магнитный ходовой компас КМ-95 в нактоузе в надстройке
- радиокомпас Т-4 с работой через радиосеть РП-92-С[17]
- эхолот ЭЛ-90
- лаг Л-92[18]

### Гидроакустическое
Гидроакустическое вооружение включает
- пассивный шумопеленгаторный комплекс ШПС-93  (яп.  Кюсансики суйтю тёонки)

- носовая эллипсообразная антенна диам. 3 м (16 электродинамических гидрофонов), диапазон 0,5-2,5 кГц, угловая ошибка до 5 гр.

- активный гидроакустический комплекс ГАС-93  (яп.  Кюсансики суйтю тансинги)

- кварцевый излучатель 17,5 кГц, разрешение по дальности до 100 м на 2,5 км ходом 3-5уз., угловая ошибка 3 гр.

- систему звукоподводной связи Фуку  (яп.  Фукусики суйтю сингоки) [17]

### Радиоэлектронное
Состав средств морской радиосвязи включает
- шестидиапазонный передатчик Р-99-3С  (яп.  Кюкюсики токусанго хассинки) (по три диапазона КВ/ДВ)
- 4 ед. радиоприемников РП-92-С  (яп.  Кюнисики токудзюсинки) (КВ 1,3-20 тыс. кГц, ДВ 20-1,5 тыс. кГц)
- преобразователь СДВ-приема  (яп.  Тётёха дзофукуки) (17,4 кГц на глубине до 17 м)[17]
- комплект диагностических КСВ-метров[18] (измерителей коэффициента бегущей/стоящей волны)

КВ-радиомачта выдвижная надстроечная, запасная КВ/ДВ-радиомачта палубная заваливающаяся правого борта (электро- и ручной приводы в прочном корпусе). Надстроечная антенна системы радиотехнической разведки и пеленгации выдвижная рамочная, антенны подводного СДВ-приёма используются леерные. Для световой сигнализации в море на надстройке смонтирован сигнальный прожектор диаметром 30 см.

## Переоборудования и модернизации
В ходе войны Императорская Япония вынужденно использовала подводные силы для островных транспортных операций. ПЛ в подводном положении могли брать на борт личный состав Сухопутных войск и ДШБ ВМС, буксировать крупногабаритные спецконтейнеры береговых артсистем  (яп.  Умпото), нести палубные грузы в герметичных контейнерах и десантно-высадочные средства (плавающий БТР-4/спецкатер СК-4).
Отдельные авиаразведчики дооборудовались для проведения специальных операций. В рамках оперативного плана Кэ К-15, К-19 и К-26 были дооборудованы в качестве авиазаправщиков МДР: в ангарах разместили цистерны и бензонасосы, СПЛ на борт не брались.
Весной 1942 г. К-27-28 переоборудованы в носители СМПЛ-1: чтобы освободить кормовую часть палубы для СМПЛ, сняты АУ ГК, на палубе смонтированы ложементы, между глушителями дизелей — люк, с которым стыковался входной люк СМПЛ. К люку от кормовой шлюзовой камеры лодки-носителя был проложен герметичный лаз. Обслуживание СМПЛ на переходе и запуск мог производиться из подводного положения.
В конце войны авиаразведчики начали дооборудовать как носители человекоуправляемых торпед «Кайтэн». На первом этапе с лодок снимали АУ ГК, а на верхней палубе монтировали ложементы для четырёх «Кайтэнов». На втором этапе число ложементов доведено до шести, ангар и катапульта демонтированы.

## Представители
| Номер | Изображение | Завод          | Спущен   | В строю  | Списан   | Причина           | Место                           | Обстоятельства                                    |
| ----- | ----------- | -------------- | -------- | -------- | -------- | ----------------- | ------------------------------- | ------------------------------------------------- |
| К-15  |             | округ Курэ     | 1938 год | 1940 год | 1942 год | уничтожены        | арх. Соломоновых о-вов          | ЭМ № 488 МакКалла ВМС США                         |
| К-17  |             | округ Иокосука | 1939 г.  | 1941 г.  | 1943 г.  | уничтожены        | Нумеа                           | ТР № 234 Туи ВМС Н. Зеландии                      |
| К-19  |             | Мицубиси-Кобе  | 1939 г.  | 1941 г.  | 1943 г.  | уничтожены        | арх. Н. Гвинеи                  | ЭМ № 446 Рэдфорд ВМС США                          |
| К-21  |             | Кавасаки-Кобэ  | 1939 г.  | 1941 г.  | 1943 г.  | уничтожены        | ат. Тарава                      | АВ № 28 Ченанго ВМС США                           |
| К-23  |             | округ Иокосука | 1939 г.  | 1941 г.  | 1942 г.  | пропала без вести | о. Оаху                         |                                                   |
| К-25  |             | Мицубиси-Кобэ  | 1939 г.  | 1941 г.  | 1943 г.  | уничтожены        | Соломоновы острова              | ЭМ № 392 Паттерсон ВМС США                        |
| К-26  |             | округ Курэ     | 1940 г.  | 1941 г.  | 1944 г.  | уничтожены        | Лейте                           | ЭМ № 217 Кулбоу и ЭМ Р. Пауэлл ВМС США            |
| К-27  |             | округ Сасэбо   | 1941 г.  | 1942 г.  | 1944 г.  | уничтожены        | ат. Адду                        | ЭМ № 69 Паладин и Петард ВМС Великобритании       |
| К-28  |             | Мицубиси-Кобэ  | 1940 г.  | 1942 г.  | 1942 г.  | уничтожены        | арх. Микронезии (ПМТО ВМС Трук) | ПЛ № 199 Тотог ВМС США                            |
| К-29  |             | округ Иокосука | 1940 г.  | 1942 г.  | 1944 г.  | уничтожены        | арх. Филиппин                   | ПЛ № 276 Соуфиш ВМС США                           |
| К-30  |             | округ Курэ     | 1940 г.  | 1942 г.  | 1942 г.  | уничтожены        | Сингапур                        | подрыв на мине                                    |
| К-31  |             | округ Иокосука | 1942 г.  | 1942 г.  | 1943 г.  | уничтожены        | Алеутский арх.                  | ЭМ № 619 Эдвардс и № 348 Фаррагут ВМС США         |
| К-32  |             | округ Сасэбо   | 1942 г.  | 1942 г.  | 194 г.   | уничтожены        | ат. Вотье                       | ЭМ № 36 Манлав ВМС США                            |
| К-33  |             | Мицубиси-Кобэ  | 1942 г.  | 1942 г.  | 194 г.   | затонула          | Внутреннее море                 | на приемных испытаниях                            |
| К-34  |             | округ Сасэбо   | 1942 г.  | 1942 г.  | 1943 г.  | уничтожены        | Малайзия                        | ПЛ № 399 Таурус ВМС Внеликобритании               |
| К-35  |             | Мицубиси-Кобэ  | 1942 г.  | 1942 г.  | 1943 г.  | уничтожены        | ат. Тарава                      | ЭМ № 607 Фрейзер]] и № 602 Мид ВМС США            |
| К-36  |             | округ Иокосука | 1942 г.  | 1942 г.  | 1946 г.  | сдалась           | Внутреннее море                 | затоплена                                         |
| К-37  |             | округ Курэ     | 1942 г.  | 1943 г.  | 1944 г.  | уничтожены        | Филиппины                       | ЭМ № 439 Конклин и № 440 МакКой Рейнольдс ВМС США |
| К-38  |             | округ Сасэбо   | 1942 г.  | 1943 г.  | 1944 г.  | уничтожены        | арх. Каролинских о-вов          | ЭМ № 449 Николас ВМС США                          |
| К-39  |             | округ Сасэбо   | 1942 г.  | 1943 г.  | 1943 г.  | уничтожены        | арх. Гилберта                   | ЭМ № 544 Бойд ВМС США                             |

## Военные серии проекта

#### Проект S37В (серия К-40)
По Срочному плану военного кораблестроения 1941 г. запланированы шесть корпусов военной серии S37B (авиаразведчики категории № 2М, серия К-40). Пять корпусов построены, официальная стоимость корпуса 20,5 млн иен. Прочный корпус клепаный из судовой стали 2,1 см (вместо кремнемарганцевой Колвилла 2 см). Энергетическая установка, ОКС, артиллерийское, торпедное авиационное, штурманское, оптическое, гидроакустическое вооружение, средства связи, гребные средства, и штаты корабля идентичны довоенной серии S37. Отсутствует ограждение носовых рулей, применен леер вместо фальшборта АУ ГК и облегченное якорное устройство (правый якорь 1,4 т, цепь 275 м, электробрашпиль в носовой проницаемой надстройке, носовой и кормовой электрошпили). Корпуса военной постройки получили более дешевые АБ-1 с пастированными элементами (240 ед.) вместо панцирных АБ-2. Артдивизион получил бинокуляр 12 см вместо артдальномера и новый штат стрелкового вооружения: по паре РП-99 и В-99, шестнадцать П-14. Пулеметный боезапас 2160 патронов (максимальный 4160 боевых и 1 тыс.)

#### Представители
| Номер | Изображение | Завод          | Спущен  | В строю | Списан  | Причина           | Место | Обстоятельства |
| ----- | ----------- | -------------- | ------- | ------- | ------- | ----------------- | ----- | -------------- |
| К-40  |             | округ Курэ     | 1942 г. | 1943 г. | 1944 г. | пропала без вести |       |                |
| К-41  |             | округ Курэ     | 1942 г. | 1943 г. | 1944 г. | уничтожены        |       |                |
| К-42  |             | округ Курэ     | 1942 г. | 1943 г. | 1944 г. | уничтожены        |       |                |
| К-43  |             | округ Курэ     | 1942 г. | 1943 г. | 1944 г. | уничтожены        |       |                |
| К-44  |             | округ Иокосука | 1942 г. | 1944 г. | 1945 г. | уничтожены        |       |                |
| К-45  |             | округ Сасэбо   | 1942 г. | 1943 г. | 1944 г. | уничтожены        |       |                |

#### Проект S37C (серия К-54)
По Дополнительному плану военного кораблестроения 1941 г. запланированы семь корпусов модернизированной военной серии S37C (авиаразведчики категории № 2М-2, серия К-54). Изменения коснулись прочного корпуса (из судовой стали) и применения четырёхтактных дизелей ГУК-22 для средних ПЛ.

Дизельная установка включает
- два среднеоборотных корабельных дизеля ГУК-22

- корабельный дизель ГУК-22  (яп.  Кампонсики ниниго утибикикай) рядный четырёхтактный конструкции УПЛ ГУК ВМС. Жидкостного охлаждения, простого действия с механическим впрыском и турбонагнетателем (10-цил. 523 л, 2 тыс. л. с.). Изначально разработан как основной корабельный дизель для ПЛ II ранга.

Кроме большей толщины прочного корпуса (2,2 см судовой стали), наличия четырёхтактной дизельной ГЭУ и специализированного генераторного отсека с системой РДП (два дизель-генератора ДГ-ВС побортно) серия конструктивно идентична предыдущей S37B. Построено три корпуса официальной стоимостью по 20,5 млн иен.
В проект Плана военного кораблестроения № 5 1942 г. включены 8 корпусов (№ 702-09, отменены). По Плану № 5М военного кораблестроения 1942 г. запланированы еще 32 корпуса по 21 млн иен (14 корпусов (№ 5101-14) по проекту S37C, 18 корпусов по проекту S49), но также отменены.

#### Представители
| Номер | Изображение | Завод          | Спущен  | В строю | Списан  | Причина                   | Место     | Обстоятельства |
| ----- | ----------- | -------------- | ------- | ------- | ------- | ------------------------- | --------- | -------------- |
| К-54  |             | округ Иокосука | 1942 г. | 1944 г. | 1944 г. | уничтожены                |           |                |
| К-56  |             | округ Иокосука | 1942 г. | 1944 г. | 1945 г. | уничтожены                |           |                |
| К-58  |             | округ Иокосука | 1942 г. | 1944 г. | 1946 г. | затоплена после оккупации | арх. Гото |                |

## Оценка проектов
Все проекты крейсерских лодок трёх категорий 1930 гг. отличались хорошим средним временем погружения (менее минуты) и хорошей надводной и подводной маневренностью, несмотря на серьезные размеры и водоизмещение (до 2 тыс. т), а также наличием удачного массового СПЛ.
Несмотря на удачность проекта, в ходе реальной войны многие тактические особенности данных проектов не были использованы в связи с изменением планов войны. Подводные авиаразведчики Императорской Японии соответствовали условиям Тихоокеанского ТВД, но понесли очень тяжёлые потери в ходе войны против подавляющего численного превосходства ВМС США.
Из двадцати девяти ПЛ-авиаразведчиков
- двадцать шесть уничтожены в бою
- К-33 потеряна в результате аварии
- К-36 и К-58 затоплены в 1946 г. оккупационными силами США.

Проект подводных авиаразведчиков подразумевал скоростные, хорошо вооружённые и автономные корабли для разнообразных боевых задач. Время погружения находилось в пределах 50 секунд, в ходе учений военного времени на К-41 зафиксировано время погружения до 39 сек. (от открытия кингстонов), в то время как у подводных крейсеров ВМФ СССР типа К XIV серии время срочного погружения составляло не менее 1 мин., у средних ПЛ типа С до 70 секунд, у малых ПЛ типа М до 50 сек. (при открытых кингстонах и заполненной ЦБП).